# Tourfilm
Tourfilm è un documentario musicale e video live dei R.E.M. pubblicato nel 1990. Contiene i migliori concerti che la band intraprese nel Nord America durante il Green Tour. Nel 2000 la VHS venne ripubblicata in DVD.

## Tracce
1. Stand
2. The One I Love
3. These Days
4. Turn You Inside-Out
5. World Leader Pretend
6. Feeling Gravitys Pull
7. I Believe
8. I Remember California
9. Get Up
10. It's the End of the World as We Know It (And I Feel Fine)
11. Pop Song 89
12. Fall on Me
13. You Are The Everything
14. Begin the Begin
15. King Of Birds
16. Finest Worksong
17. Perfect Circle
18. After Hours